# Badajoz (provins)
Badajoz är en provins i den autonoma regionen Extremadura i sydvästra Spanien. Badajoz gränsar till provinserna Cáceres, Toledo, Ciudad Real, Córdoba, Sevilla, Huelva och till Portugal.